# Сантомийская федерация футбола
Сантоми́йская федера́ция футбо́ла (порт. Federação Santomense de Futebol) — организация, осуществляющая контроль и управление футболом в Сан-Томе и Принсипи. Располагается в столице государства — Сан-Томе. СФФ основана в 1975 году, вступила в ФИФА и в КАФ в 1986 году. В 1978 году также стала членом КЕСАФА. Федерация организует деятельность и управляет национальными сборными по футболу (мужской, женской, молодёжными). Под эгидой федерации проводится чемпионат страны и многие другие соревнования.